# Erycibe grandiflora
Erycibe grandiflora är en vindeväxtart som beskrevs av Adelb. apud Hoogl. Erycibe grandiflora ingår i släktet Erycibe och familjen vindeväxter. Inga underarter finns listade i Catalogue of Life.